# 施瓦斯多夫
施瓦斯多夫是德国梅克伦堡-前波美拉尼亚州，羅斯托克縣的一个市镇。总面积24.33平方公里，总人口623人，其中男性355人，女性268人（2011年12月31日），人口密度26人/平方公里。